# Фонсека, Паулу
Па́улу Алеша́ндре Родри́геш Фонсе́ка (порт. Paulo Alexandre Rodrigues Fonseca; род. 5 марта 1973, Нампула, Португальская Восточная Африка[…]) — португальский футболист и тренер. Выступал на позиции защитника. Главный тренер французского клуба «Олимпик Лион».

## Карьера игрока
Родился в семье португальских поселенцев (отец работал на фабрике, а мать была домохозяйкой) в Португальском Мозамбике, после Революции гвоздик и обретения страной независимости репатриировался в Португалию с родителями. Воспитанник футбольного клуба «Баррейренсе». В нём же и начал взрослую карьеру. Играл за клуб в Третьем дивизионе португальского футбола.
В сезоне 1995/96 играл за клуб «Леса». Провёл 22 матча в рамках чемпионата Португалии.
В сезоне 1996/97 играл за «Белененсеш». Сыграл 27 матчей, забил 1 гол в чемпионате Португалии.
В сезоне 1997/98 играл за «Маритиму». Сыграл 31 матч, забил 2 гола.
С 1998 по 2000 год выступал за клуб «Витория» (Гимарайнш). За два сезона сыграл 6 матчей в чемпионате.
С 2000 по 2005 год выступал за клуб «Эштрела» (Амадора). Играл в первом и втором дивизионах чемпионата Португалии. За 5 сезонов провёл 72 матча и забил 4 гола.

## Карьера тренера

### В Португалии
Завершил карьеру игрока в клубе «Эштрела» (Амадора) и там же начал карьеру тренера. С 2005 по 2007 год работал с юниорами в системе клуба. Начиная с юниорской команды «Эштрелы» и более 15 лет помощником Фонсеки работал Нуну Кампуш.
В сезоне 2007/08 работал в 3-м дивизионе Португалии с клубом «1 декабря».
В сезоне 2008/09 работал в клубе «Одивелаш».
С 2009 по 2011 год тренировал команду «Пиньялновенсе». Дважды вывел команду в четвертьфинал Кубка Португалии.
В сезоне 2011/12 работал в клубе «Авеш». Занял с командой 3-е место во второй лиге Португалии.
В сезоне 2012/13 возглавлял клуб «Пасуш де Феррейра», выступавший в высшем дивизионе Португалии. Занял с командой 3-е место.

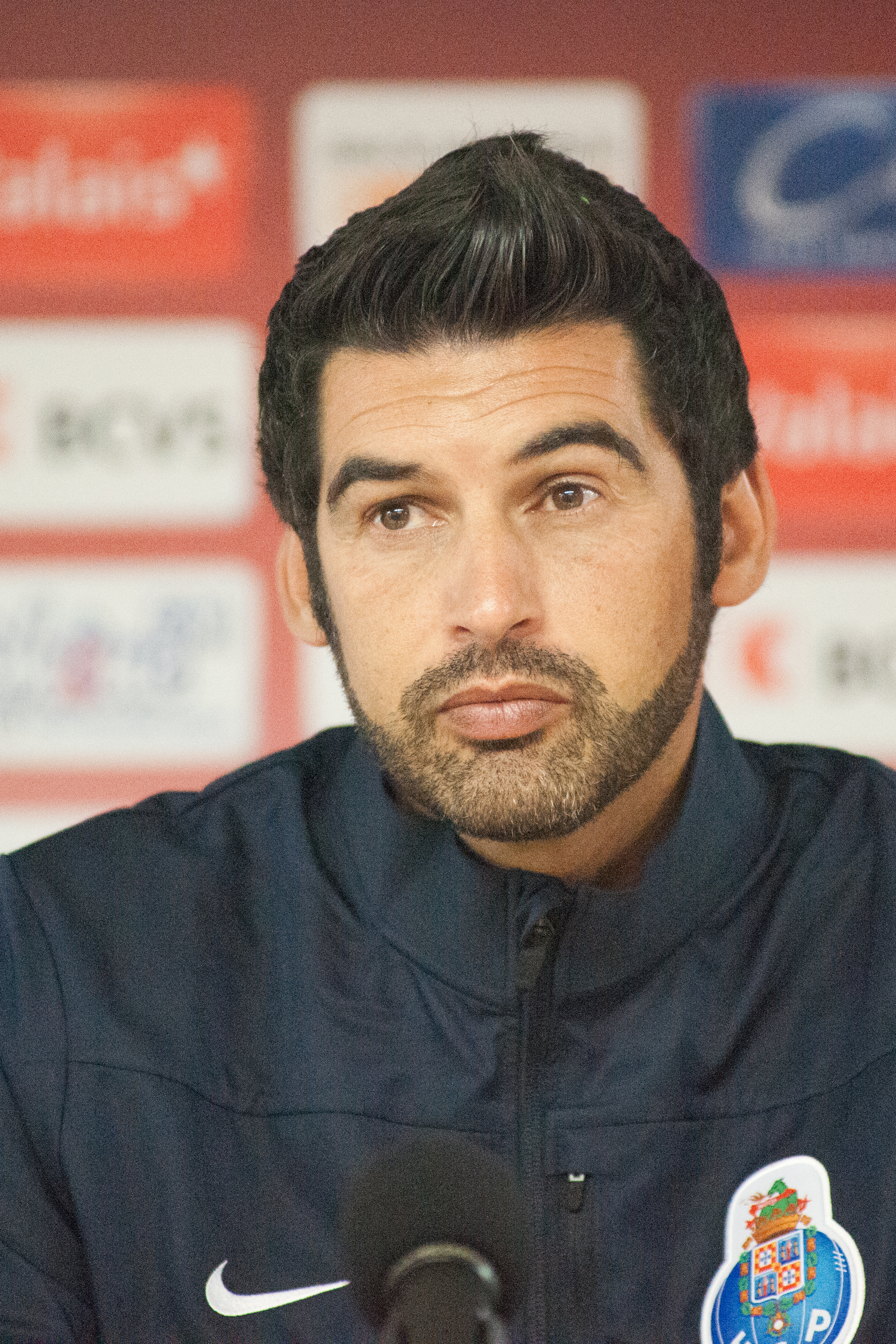
В качестве главного тренера «Порту», 2013 год

10 июня 2013 года стал главным тренером «Порту». Выиграл Суперкубок Португалии, разгромив «Виторию» (Гимарайнш) со счётом 3:0. В Лиге чемпионов «Порту» попал в группу G. Соперниками португальцев стали мадридский «Атлетико», петербургский «Зенит» и венская «Аустрия». С пятью очками португальский клуб занял 3-е место в группе и отправился в Лигу Европы. 5 марта 2014 года Фонсека покинул свой пост. Команда занимала в чемпионате Португалии 3-е место после 21-го тура, отставая от лидирующей команды «Бенфики» на 9 очков.
В сезоне 2014/15 тренировал «Пасуш де Феррейра», занял с командой 8-е место в чемпионате.
1 июля 2015 года стал главным тренером «Браги». В Лиге Европы команда дошла до четвертьфинала, в котором уступила донецкому «Шахтёру». В чемпионате Португалии клуб занял 4-е место. 22 мая 2016 года, обыграв «Порту» в серии послематчевых пенальти, «Брага» впервые за полвека и второй раз в своей истории завоевала национальный Кубок.

### «Шахтёр» (Донецк)

В качестве главного тренера «Шахтёра», 2018 год

31 мая 2016 года возглавил донецкий «Шахтёр». Контракт с клубом рассчитан на 2 года. В сезоне 2016/17 клуб стал чемпионом Украины. Отрыв от 2-го места составил 13 очков. Сам Фонсека был признан лучшим тренером сезона в чемпионате Украины. 17 мая 2017 года выиграли Кубок Украины, победив в финале киевское «Динамо» со счётом 1:0. В квалификации Лиги чемпионов уступили швейцарскому «Янг Бойз». В квалификации Лиги Европы прошли турецкий «Истанбул Башакшехир». На групповом этапе попали в одну группу с бельгийским «Гентом», португальской «Брагой» и турецким «Коньяспором». Вышли в плей-офф. В 1/16 финала уступили испанской «Сельте». 15 июля 2017 года выиграли Суперкубок Украины, победив киевское «Динамо» со счётом 2:0. В сезоне 2017/18 заняли 1-е место в регулярном чемпионате. В чемпионском турнире также заняли 1-е место. Отрыв от 2-го места составил 2 очка. 9 мая 2018 года выиграли Кубок Украины, победив в финале киевское «Динамо» со счётом 2:0. В Лиге чемпионов попали в одну группу с английским «Манчестер Сити», итальянским «Наполи» и голландским «Фейеноордом». Заняли 2-е место и вышли в плей-офф. В 1/8 финала уступили итальянской «Роме». Во второй половине сезона-2017/18 в СМИ появлялась информация об интересе к Фонсеке со стороны лондонского «Арсенала», итальянского «Наполи», португальской «Бенфики», лондонского «Вест Хэм Юнайтед» и петербургского «Зенита». 17 мая 2018 года Паулу подписал новый контракт с донецким клубом. Соглашение рассчитано до конца сезона 2019/20. В сезоне 2018/19 заняли 1-е место в регулярном чемпионате. В плей-офф также заняли 1-е место. Отрыв от 2-го места составил 11 очков. 15 мая 2019 года выиграли Кубок Украины, победив в финале «Ингулец» со счётом 4:0. В Лиге чемпионов попали в одну группу с английским «Манчестер Сити», французским «Лионом» и немецким «Хоффенхаймом». Заняли 3-е место и отправились в плей-офф Лиги Европы. В 1/16 финала уступили франкфуртскому «Айнтрахту».

### «Рома» (Италия)
11 июня 2019 года стал главным тренером итальянской «Ромы». Контракт подписан по схеме 2+1. В своём первом сезоне Фонсека вывел клуб на 5-е место в чемпионате и дошёл до 1/8 финала в Лиге Европы, где уступил будущему победителю «Севилье». Второй сезон под руководством португальского наставника прошёл крайне неоднозначно. Несмотря на то, что клуб в середине сезона располагался в зоне Лиги чемпионов, из-за ряда провальных матчей по итогам сезона клуб оказался на 7-м месте, квалифицировавшись в Лигу конференций. Однако в Лиге Европы клуб выступил удачно, заняв первое место в группе, где выступали швейцарский «Янг Бойз», румынский «ЧФР Клуж» и софийский «ЦСКА». На стадии плей-офф «Рома» смогла дойти до полуфинала, пройдя португальскую «Брагу», донецкий «Шахтёр» и амстердамский «Аякс», но в 1/2 финала потерпела поражение от «Манчестер Юнайтед» (5:8). 4 мая 2021 года, через 2 дня после поражения «Ромы» в гостевом матче 34-го тура Серии A 2020/21 от «Сампдории» (0:2), было объявлено, что Фонсека покинет клуб по окончании сезона. Его преемником назначен Жозе Моуринью.

### «Лилль»
29 июня 2022 года возглавил «Лилль», подписав контракт на два года.

### «Милан»
Перед началом сезона 2024/2025 возглавил «Милан». В конце декабря 2024 года был отправлен в отставку.

### «Олимпик Лион»
В конце января 2025 года вернулся во Францию, возглавив «Олимпик Лион». 5 марта 2025 года руководство французской Лиги 1 дисквалифицировало Паулу Фонсеку до 30 ноября 2025 года за несогласие с решениями арбитра и агрессивное поведение в его адрес в матче против «Бреста». Дальнейшая судьба тренера неизвестна, но руководить командой ему запрещено, включая запрет до 15 сентября 2025 года находиться в раздевалке команды.

## Личная жизнь
Паулу Фонсека женился в 1999 году на своей школьной подруге Сандре, бухгалтеру по профессии. У них родилось двое детей — сын Диего в 1999 году и дочь Беатрис в 2005 году. Фонсека приехал на Украину без семьи и летом 2017 года развёлся.
В сентябре 2018 года его новой женой стала украинка Екатерина Остроушко, личный пресс-секретарь президента «Шахтёра» Рината Ахметова, ранее диктор новостей, продюсер и ведущая ток-шоу «Ты прежде всего» на телеканале «Донбасс». 9 марта 2019 года у них родился сын, которого назвали Мартином.

## Достижения

### В качестве тренера
«Порту»
- Обладатель Суперкубка Португалии: 2013

«Брага»
- Обладатель Кубка Португалии: 2015/16

«Шахтёр» Донецк
- Чемпион Украины (3): 2016/17, 2017/18, 2018/19
- Обладатель Кубка Украины (3): 2016/17, 2017/18, 2018/19
- Обладатель Суперкубка Украины: 2017

### Личные
- Титул «Лучший тренер Украины 2017»[62][63]
- Лучший тренер чемпионата Украины: 2018/19[64]

## Тренерская статистика
| 1 декабря         | 1 июля 2007    | 30 июня 2008    | 34  | 13  | 11  | 10  | 038,24 |
| Одивелаш          | 1 июля 2008    | 30 июня 2009    | 35  | 11  | 10  | 14  | 031,43 |
| Пиньялновенсе     | 1 июля 2009    | 30 июня 2011    | 72  | 33  | 21  | 18  | 045,83 |
| Авеш              | 7 июня 2011    | 27 мая 2012     | 38  | 16  | 16  | 6   | 042,11 |
| Пасуш де Феррейра | 28 мая 2012    | 9 июня 2013     | 41  | 22  | 13  | 6   | 053,66 |
| Порту             | 10 июня 2013   | 5 марта 2014    | 37  | 21  | 9   | 7   | 056,76 |
| Пасуш де Феррейра | 1 июля 2014    | 30 июня 2015    | 39  | 14  | 12  | 13  | 035,90 |
| Брага             | 1 июля 2015    | 31 мая 2016     | 57  | 29  | 15  | 13  | 050,88 |
| Шахтёр (Донецк)   | 1 июня 2016    | 30 июня 2019    | 139 | 104 | 17  | 18  | 074,82 |
| Рома              | 1 июля 2019    | 31 мая 2021     | 102 | 53  | 21  | 28  | 051,96 |
| Лилль             | 1 июля 2022    | 5 июня 2024     | 89  | 46  | 24  | 19  | 051,69 |
| Милан             | 13 июня 2024   | 29 декабря 2024 | 24  | 12  | 6   | 6   | 050,00 |
| Олимпик Лион      | 31 января 2025 | 5 марта 2025    | 5   | 3   | 0   | 2   | 060,00 |
| Итого             | Итого          | Итого           | 712 | 377 | 175 | 160 | 052,95 |